# پیز د لا لومبرا
پیز د لا لومبرا (به لاتین: Piz de la Lumbreida) یک کوه در سوئیس است که در کانتون گراوبوندن واقع شده‌است. پیز د لا لومبرا ۲٬۹۸۳ متر بالاتر از سطح دریا واقع شده‌است.